# Vành chia
Trong đại số trừu tượng, một vành chia, còn được gọi là trường không giao hoán hay trường xiên (tiếng Anh: skew field), là một vành mà ta có thể thực hiện phép chia. Cụ thể hơn, nó là một vành khác vành không mà mọi phần tử a có một nghịch đảo phép nhân, tức một phần tử x sao cho a · x = x · a = 1. Nói cách khác, một vành là vành chia khi và chỉ khi nhóm đơn vị của nó bằng tập chứa tất cả các phần tử khác không (ở đây đơn vị chỉ các phần tử khả nghịch).
Vành chia chỉ khác trường ở chỗ phép nhân không nhất thiết phải có tính giao hoán. Tuy nhiên, định lý Wedderburn bé phát biểu rằng mọi vành chia hữu hạn đều có tính giao hoán, tức đều là trường hữu hạn. Trong quá khứ, vành chia đôi khi được gọi là trường, còn trường lại dược gọi là "trường giao hoán".
Mọi vành chia đều là vành đơn, tức không có i-đê-an hai phía nào ngoại trừ i-đê-an không và chính nó.

## Quan hệ với trường và đại số tuyến tính
Mọi vành chia giao hoán đều là trường. Trong số những vành chia không giao hoán, ví dụ phổ biến nhất là vành quaternion H. Nếu ta chỉ cho hệ số hữu tỉ thay vì thực trong vành quaternion, ta được một vành chia khác. Nói chung, nếu R là một vành bất kỳ và S là một mô đun đơn (còn gọi là mô đun bất khả quy) trên R, thì theo bổ đề Schur, vành tự đồng cấu của S là một vành chia.
Phần lớn đại số tuyến tính có thể được xây dựng và phát biểu sử dụng mô đun trên một vành chia D thay vì không gian vectơ trên một trường. Khi ấy ta phải xét mô đun trái hoặc phải và cần phân biệt chúng trong các công thức. Trong tọa độ, phần tử của mô đun phải hữu hạn chiều có thể được biểu diễn bởi vectơ cột và thực hiện phép nhân với scalar bên phải, với ma trận (biểu diễn ánh xạ tuyến tính) bên trái; ngược lại, với phần tử của mô đun trái hữu hạn chiều, ta có thể dùng vectơ dòng, rồi nhân scalar bên trái và với ma trận bên phải. Ma trận chuyển vị phải là trên vành chia đối Dop để quy tắc (AB)T = BTAT vẫn đúng.
Mọi mô đun trên vành chia đều tự do, tức chúng đều có cơ sở, và mọi cơ sở có của mô đun có số phần tử bằng nhau. Điều ngược lại cũng đúng, và có thể được dùng để định nghĩa vành chia bằng mô đun: Một vành có đơn vị R là một vành chia khi và chỉ khi mọi R-mô đun đều tự do.
Ánh xạ tuyến tính giữa mô đun hữu hạn chiều trên vành chia có thể được mô tả bởi ma trận. Phép khử Gauss vẫn áp dụng được. Hạng của ma trận khi ấy là số chiều của mô đun phải sinh ra bởi các cột, hoặc là số chiều của mô đun trái sinh ra bởi các hàng; giống với không gian vectơ, ta có thể chứng minh chúng bằng nhau.
Tâm của vành chia có tính giao hoán và là một trường. Mọi vành chia do đó là một đại số chia trên tâm của nó. Vành chia có thể được phân loại theo số chiều của chúng trên tâm là hữu hạn hay vô hạn. Mọi trường là một chiều trên tâm. Vành các quaternion tạo thành một đại số bốn chiều trên tâm, tâm này đẳng cấu với tập số thực.

## Ví dụ
- Như đã nói ở trên, mọi trường là vành chia.
- Các quaternion tạo thành một vành chia không giao hoán.
- Các quaternion có dạng a + bi + cj + dk, trong đó các a, b, c và d là các phần tử của một trường con của trường số thực, là một vành chia không giao hoán. Khi trường con này là trường các số hữu tỉ, vành chia này được gọi là các quaternion hữu tỉ.
- Xét σ: C → C là một tự đẳng cấu của trường số phức C. Gọi C((z, σ)) là vành các chuỗi Laurent chính quy với hệ số phức, trong đó phép nhân được định nghĩa như sau: thay vì cho các hệ số giao hoán với ẩn z, với α ∈ C, đặt ziα := σi(α)zi với mỗi chỉ số i ∈ Z. Nếu σ là một tự đẳng cấu không tầm thường (ví dụ như phép liên hợp), thì vành các chuỗi Laurent tương ứng là một vành chia không giao hoán, còn gọi là vành chuỗi Laurent không giao hoán.[8]

## Định lý

### Định lý Wedderburn bé
Định lý Wedderburn bé phát biểu rằng mọi vành chia hữu hạn giao hoán, do đó cũng là trường giao hoán. Một chứng minh đơn giản được đưa ra bởi Ernst Witt.

### Định lý Frobenius
Định lý Frobenius nói rằng những đại số chia kết hợp hữu hạn duy nhất trên số thực là chính các số thực, số phức, và các quaternion.

## Khái niệm liên quan
Vành chia từng được gọi là "trường" trong quá khứ, còn trường được gọi là "trường giao hoán".
Vành và đại số chia ở đây có tính kết hợp đối với phép nhân. Tuy nhiên những đại số chia không kết hợp như các octonion cũng được quan tâm.
Một gần trường là một cấu trúc đại số tương tự như vành chia, ngoại trừ nó chỉ có một trong hai tính chất phân phối. Một vành bình thường có hai tính phân phối: trái và phải.